# So Long, Farewell
"So Long, Farewell" è una canzone tratta dal musical di Rodgers e Hammerstein, del 1959, The Sound of Music. 
La canzone viene cantata in due distinte scene del musical, una prima volta nel primo atto e la seconda alla fine del secondo atto.
Nel primo atto viene cantata, nella camera da letto dei bambini, da Elsa e dai bambini per dare la buona notte agli ospiti del Capitano, che sono andati a trovarli.
La seconda volta viene eseguita dal Capitano, che si accompagna con la chitarra, da Maria e dai bambini, nel corso del Concerto del Festival di Salisburgo alla presenza degli ufficiali dell'esercito nazista che occupa l'Austria dopo l'Anschluss.
In questa seconda occasione risulta un addio all'amata patria occupata dai nazisti, sia in senso stretto, dacché egli è costretto a lasciarla per mettere al sicuro la sua famiglia, sia in senso lato, come monito agli astanti e premonizione della rovina a causa dell'invasione. 